# De middeleeuwen (televisieserie)
De middeleeuwen is een Vlaams-Nederlandse driedelige miniserie uit 2001, geproduceerd door Teleac/NOT en de VRT. 
De educatieve serie is geschreven door Jan 't Lam en geregisseerd door Rein van Schagen, met hoofdrollen van onder andere Wimie Wilhelm, Lies Visschedijk, Sofie Decleir, Sandrine André, Kees Boot en Dirk Zeelenberg. Opnames werden gemaakt bij het Archeon en op landgoed Schothorst
Het leven in de middeleeuwen staat centraal; vanuit de ogen van boerenmeid Lyntje (Lies Visschedijk) wordt het dagelijks leven rond het kasteel, stad en platteland getoond. Thema’s als de sociale klassen, kruistochten en het kloosterleven komen aan bod.

## Afleveringen
- Aflevering 1: Het platteland
- Aflevering 2: Het kasteel
- Aflevering 3: De stad